# Мантилья, Феликс
Феликс Мантилья Ботелья (исп. Félix Mantilla Botella; род. 23 сентября 1974, Барселона) — испанский теннисист и теннисный тренер, специалист по игре на грунтовых кортах. Бывшая 10-я ракетка мира в одиночном разряде, победитель 10 турниров ATP, обладатель командного Кубка мира и член сборной Испании в Кубке Дэвиса.

## Спортивная карьера
Начал играть в теннис с 10 лет. В 1992 году вместе с Альбертом Костой выиграл в составе команды Испании Sunshine Cup — международный турнир юношеских теннисных сборных. Профессиональную теннисную карьеру начал в 1993 году.
В мае 1995 года в Будапеште впервые за карьеру дошёл до финала турнира класса ATP Challenger, а в ноябре того же года в Буэнос-Айресе первый раз стал финалистом турнира основного тура ATP, в матче за титул уступив ещё одному испанцу Карлосу Мойе. После этого вошёл в число 100 лучших теннисистов мира согласно рейтингу ATP.
За следующий сезон выиграл на грунтовых кортах 44 матча при 20 поражениях и 5 раз пробивался в финалы турниров ATP, завоевав один титул в Порту (ещё трижды победил в «челленджерах»). 12 августа, после выхода в финал в Сан-Марино, вошёл в Top-20 рейтинга ATP. За 1997 год выиграл 42 из 50 матчей, проведённых на грунте, побывал в шести финалах турниров ATP и выиграл пять из них (в том числе 22 победы в 23 матчах и 4 титула за период с июня по август). Как по количеству выигранных матчей, так и по количеству титулов в грунтовых турнирах стал лидером сезона. Кроме того, в Открытом чемпионате Австралии впервые пробился в четвертьфинал турнира Большого шлема и привёл сборную Испании к титулу в командном Кубке мира в Дюссельдорфе, выиграв все четыре своих встречи в рамках турнира. За год заработал более миллиона долларов призовых.
За 1998 год трижды играл в финалах турниров ATP, в том числе дважды на хардовых кортах (в Дубае и в Лонг-Айленде), оба раза уступив в матчах за титул. Единственный финал на грунтовом покрытии за сезон (в Борнмуте, Великобритания) выиграл. Показал свой лучший результат в турнирах Большого шлема на Открытом чемпионате Франции, где дошёл до полуфинала, проиграв там Мойе. Сразу после этого достиг высшего в карьере места в рейтинге, поднявшись на 10-ю позицию.
В 1999 году завоевал титул на домашних кортах в Барселоне в турнире категории ATP Championship Series. Ещё в ряде турниров останавливался в полуфиналах, а ближе к концу года помог сборной Испании сохранить место в Мировой группе Кубка Дэвиса, победив в матче плей-офф новозеландцев, несмотря на затруднения, испытанные на крытых хардовых кортах Гамильтона против 271-й ракетки мира Марка Нильсена. 
В начале 2000 года был награждён серебряной медалью Королевского ордена «За спортивные заслуги». Однако сезон 2000 года был прерван для Мантильи в июле, когда он получил травму, заставившую испанца перенести операцию плеча. После операции 2 августа он не вернулся на корт до конца года. Возвращение в форму начал, выиграв в начале весны два грунтовых «челленджера» в Италии и Португалии, после чего пробился, также в Португалии, уже в финал турнира АТР. В сентябре в Палермо завоевал 9-й титул за карьеру в турнирах ATP, в полуфинале отыграв 9 матчболов у соотечественника Альберта Портаса, занимавшего 22-е место в рейтинге. В 2002 году ещё дважды играл в финалах на хардовых кортах, в том числе в турнире серии ATP Gold в Индианаполисе, а в 2003 году в Открытом чемпионате Италии выиграл первый в карьере турнир высшей категории ATP, в финале победив Роджера Федерера, на тот момент 5-ю ракетку мира. Этот титул, как выяснилось позже, стал для Мантильи последним в карьере.
2004 год после одного полуфинала и трёх четвертьфиналов за сезон в 10-й раз подряд окончил в числе 100 лучших игроков мира, но в 2005 году одержал всего 14 побед и не выступал после Открытого чемпионата США, покинув в результае первую сотню рейтинга. В 2006 году у испанца был диагностирован рак кожи, заставивший его завершить выступления. Официально объявил об окончании игровой карьеры в апреле 2008 года. В том же году начал сотрудничество с Австралийским институтом спорта, возглавив его европейское отделение и отвечая там за подготовку перспективных молодых игроков. В 2009 году участвовал в Туре чемпионов ATP, победив в Барселоне в своём первом турнире (в финале обыграл Альберта Косту).

## Положение в рейтинге в конце сезона
| Год              | 1992 | 1993 | 1994 | 1995 | 1996 | 1997 | 1998 | 1999 | 2000 | 2001 | 2002 | 2003 | 2004 |
| ---------------- | ---- | ---- | ---- | ---- | ---- | ---- | ---- | ---- | ---- | ---- | ---- | ---- | ---- |
| Одиночный разряд | 691  | 431  | 233  | 92   | 18   | 16   | 20   | 22   | 99   | 45   | 55   | 22   | 102  |
| Парный разряд    | 827  | 844  | 611  | 543  | 636  | 1272 | 487  | 512  |      |      |      |      |      |

## Финалы турниров за карьеру

### Одиночный разряд (10-11)
| Легенда                              |
| ------------------------------------ |
| Большой шлем                         |
| Финал ATP-тура/Кубок Мастерс         |
| ATP Super 9/ATP Мастерс (1)          |
| ATP Championship Series/ATP Gold (1) |
| ATP World/ATP International (8)      |

| Результат |     | Дата             | Турнир                  | Покрытие | Соперник в финале        | Счёт в финале       |
| --------- | --- | ---------------- | ----------------------- | -------- | ------------------------ | ------------------- |
| Поражение | 1.  | 12 н0ября 1995   | Буэнос-Айрес, Аргентина | Грунт    | Карлос Мойя              | 0-6, 3-6            |
| Поражение | 2.  | 26 мая 1996      | Санкт-Пёльтен, Австрия  | Грунт    | Марсело Риос             | 2-6, 4-6            |
| Победа    | 1.  | 16 июня 1996     | Порту, Португалия       | Грунт    | Эрнан Гуми               | 6-75, 6-4, 6-3      |
| Поражение | 3.  | 14 июля 1996     | Гштад, Швейцария        | Грунт    | Альберт Коста            | 6-4, 6-72, 1-6, 0-6 |
| Поражение | 4.  | 11 августа 1996  | Сан-Марино              | Грунт    | Альберт Коста            | 6-77, 3-6           |
| Поражение | 5.  | 18 августа 1996  | Умаг, Хорватия          | Грунт    | Карлос Мойя              | 0-6, 6-74           |
| Поражение | 6.  | 11 мая 1997      | Гамбург, Германия       | Грунт    | Андрей Медведев          | 0-6, 4-6, 2-6       |
| Победа    | 2.  | 15 июня 1997     | Болонья, Италия         | Грунт    | Густаво Куэртен          | 4-6, 6-2, 6-1       |
| Победа    | 3.  | 13 июля 1997     | Гштад                   | Грунт    | Хуан Альберт Вилока-Пуиг | 6-1, 6-4, 6-4       |
| Победа    | 4.  | 27 июля 1997     | Умаг                    | Грунт    | Серхи Бругера            | 6-3, 7-5            |
| Победа    | 5.  | 10 августа 1997  | Сан-Марино              | Грунт    | Магнус Густафссон        | 6-4, 6-1            |
| Победа    | 6.  | 14 сентября 1997 | Борнмут, Великобритания | Грунт    | Карлос Мойя              | 6-2, 6-2            |
| Поражение | 7.  | 15 февраля 1998  | Дубай, ОАЭ              | Хард     | Алекс Корретха           | 6-7, 1-6            |
| Поражение | 8.  | 30 августа 1998  | Лонг-Айленд, США        | Хард     | Патрик Рафтер            | 6-73, 2-6           |
| Победа    | 7.  | 20 сентября 1998 | Борнмут (2)             | Грунт    | Альберт Коста            | 6-3, 7-5            |
| Победа    | 8.  | 18 апреля 1999   | Барселона, Испания      | Грунт    | Карим Алами              | 7-62, 6-3, 6-3      |
| Поражение | 9.  | 15 апреля 2001   | Оэйраш, Португалия      | Грунт    | Хуан Карлос Ферреро      | 6-73, 6-4, 3-6      |
| Победа    | 9.  | 30 сентября 2001 | Палермо, Италия         | Грунт    | Давид Налбандян          | 7-62, 6-4           |
| Поражение | 10. | 6 января 2002    | Доха, Катар             | Хард     | Юнес эль-Айнауи          | 6-4, 2-6, 2-6       |
| Поражение | 11. | 18 августа 2002  | Индианаполис, США       | Хард     | Грег Руседски            | 7-66, 4-6, 4-6      |
| Победа    | 10. | 11 мая 2003      | Рим, Италия             | Грунт    | Роджер Федерер           | 7-5, 6-2, 7-68      |

### Командные турниры (1-0)
| Результат | Год  | Турнир     | Место проведения      | Команда                                                | Соперники в финале                                  | Счёт |
| --------- | ---- | ---------- | --------------------- | ------------------------------------------------------ | --------------------------------------------------- | ---- |
| Победа    | 1997 | Кубок мира | Дюссельдорф, Германия | Испания · Т. Карбонель, А. Коста, Ф. Мантилья, Ф. Роиг | Австралия · Т. Вудбридж, М. Вудфорд, М. Филиппуссис | 3-0  |